# Вершина (Житомирская область)
Вершина (укр. Вершина) — село в Житомирском районе  Житомирской области Украины. Основано в 1601 году.
Код КОАТУУ — 1822084702. Население по переписи 2001 года составляет 37 человек. Почтовый индекс — 12433. Телефонный код — 412. Занимает площадь 0,196 км².

## Адрес местного совета
12433, Житомирская обл., Житомирский р-н, с. Лука, ул. Генерала Вахнюка, 1; тел. 49-72-83